# عملیات نجات تورا-سان
عملیات نجات تورا-سان (انگلیسی: Tora-san to the Rescue) یک فیلم کمدی ژاپنی محصول ۱۹۹۵ به کارگردانی یوجی یامادا است. این فیلم چهلمین و هشتمین فیلم از مجموعه محبوب و طولانی‌مدت اوتوکو وا تسورای یو است.